# Заремби (Підляське воєводство)
Заремби (пол. Zaręby) — село в Польщі, у гміні Дідковичі Сім'ятицького повіту Підляського воєводства.
Населення — 96 осіб (2011).
У 1975-1998 роках село належало до Білостоцького воєводства.

## Демографія
Демографічна структура станом на 31 березня 2011 року:
|          | Загалом | Допрацездатний вік | Працездатний вік | Постпрацездатний вік |
| -------- | ------- | ------------------ | ---------------- | -------------------- |
| Чоловіки | 50      | 6                  | 32               | 12                   |
| Жінки    | 46      | 8                  | 30               | 8                    |
| Разом    | 96      | 14                 | 62               | 20                   |